# Olympische Sommerspiele 2024/Teilnehmer (Kroatien)
| Gelbes Symbol für Goldmedaillen mit stilisierten Olympischen Ringen | Graues Symbol für Silbermedaillen mit stilisierten Olympischen Ringen | Braundes Symbol für Bronzemedaillen mit stilisierten Olympischen Ringen |
| ------------------------------------------------------------------- | --------------------------------------------------------------------- | ----------------------------------------------------------------------- |
| 2                                                                   | 2                                                                     | 3                                                                       |

Kroatien nahm an den Olympischen Spielen 2024 vom 26. Juli bis zum 11. August 2024 in Paris teil. Es war die insgesamt neunte Teilnahme an Olympischen Sommerspielen.

## Teilnehmer nach Sportarten

### Boxen
Durch den Gewinn der Silbermedaille bei den Europaspielen 2023 qualifizierte sich Gabrijel Veočić für seine ersten Olympischen Spiele.
| Athleten        | Wettbewerb       | 1. Runde    | 1. Runde | Achtelfinale | Achtelfinale | Viertelfinale | Viertelfinale | Halbfinale    | Halbfinale    | Finale        | Finale        | Rang |
| Athleten        | Wettbewerb       | Gegner      | Ergebnis | Gegner       | Ergebnis     | Gegner        | Ergebnis      | Gegner        | Ergebnis      | Gegner        | Ergebnis      | Rang |
| --------------- | ---------------- | ----------- | -------- | ------------ | ------------ | ------------- | ------------- | ------------- | ------------- | ------------- | ------------- | ---- |
| Männer          |                  |             |          |              |              |               |               |               |               |               |               |      |
| Gabrijel Veočić | Klasse bis 80 kg | H. Iashaish | 5:0      | C. Pinales   | 0:5          | ausgeschieden | ausgeschieden | ausgeschieden | ausgeschieden | ausgeschieden | ausgeschieden | 5    |

### Handball
Durch den Gewinn der Qualifikationsturniers in Hannover qualifizierten sich die kroatischen Handballer zum sechsten Mal für die Olympischen Spiele.
| Wettbewerb    | Männer |
| ------------- | --- |
| Athleten      | Luka Cindrić (5 Spiele, 15 Tore) Domagoj Duvnjak (5 Spiele, 14 Tore) Nikola Grahovac (5 Spiele, 1 Tor) Luka Lovre Klarica (5 Spiele, 7 Tore) Dominik Kuzmanović (5 Spiele, 56 Paraden) Tin Lučin (5 Spiele, 8 Tore) Matej Mandić (5 Spiele, 5 Paraden) Ivan Martinović (5 Spiele, 32 Tore) Lovro Mihić (5 Spiele, 12 Tore) Veron Načinović (5 Spiele, 10 Tore) Josip Šarac (5 Spiele, 2 Tore) Marin Šipić (5 Spiele, 8 Tore) Mario Šoštarić (5 Spiele, 24 Tore) Zvonimir Srna (5 Spiele, 15 Tore) |
| Trainer       | Dagur Sigurðsson |
| Gruppenphase  | Japan (30:29) Slowenien (29:31) Deutschland (31:26) Schweden (27:38) Spanien (31:32) |
| Viertelfinale | ausgeschieden |
| Halbfinale    | ausgeschieden |
| Finale        | ausgeschieden |
| Rang          | 9. Platz |

### Judo
Über die IJF-Weltrangliste konnten sich drei kroatische Judokas qualifizieren.
| Athleten        | Wettbewerb        | 1. Runde      | 1. Runde | 2. Runde      | 2. Runde      | Achtelfinale  | Achtelfinale  | Viertelfinale | Viertelfinale | Halbfinale / Trostrunde | Halbfinale / Trostrunde | Finale / Platz 3 | Finale / Platz 3 | Rang |
| Athleten        | Wettbewerb        | Gegner        | Ergebnis | Gegner        | Ergebnis      | Gegner        | Ergebnis      | Gegner        | Ergebnis      | Gegner                  | Ergebnis                | Gegner           | Ergebnis         | Rang |
| --------------- | ----------------- | ------------- | -------- | ------------- | ------------- | ------------- | ------------- | ------------- | ------------- | ----------------------- | ----------------------- | ---------------- | ---------------- | ---- |
| Frauen          |                   |               |          |               |               |               |               |               |               |                         |                         |                  |                  |      |
| Katarina Krišto | Klasse bis 63 kg  | N. Guimendego | 10:0     | —             | —             | Miku T.       | 1s2:0s2       | Kim J.-s.     | 10s1:0        | P. A. Alcaraz           | 0:11s1                  | L. Fazliu        | 0s3:10s2         | 5    |
| Barbara Matić   | Klasse bis 70 kg  | Freilos       | Freilos  | —             | —             | K. Polling    | 10:0          | A. Tsunoda    | 10:0          | S. v. Dijke             | 10:0                    | M. Butkereit     | 1:0              | Gold |
| Männer          |                   |               |          |               |               |               |               |               |               |                         |                         |                  |                  |      |
| Zlatko Kumrić   | Klasse bis 100 kg | G. Pirelli    | 0:10     | ausgeschieden | ausgeschieden | ausgeschieden | ausgeschieden | ausgeschieden | ausgeschieden | ausgeschieden           | ausgeschieden           | ausgeschieden    | ausgeschieden    | 17   |

### Kanu
Bei den Kanurennsport-Weltmeisterschaften 2023 gewann Kroatien einen Quotenplatz im K1 der Frauen. Im Kanuslalom erhielt man einen Quotenplatz im C1 der Männer über die Weltmeisterschaften 2023.

#### Kanurennsport
| Athleten              | Wettbewerb | Vorlauf     | Vorlauf | Viertelfinale | Viertelfinale | Halbfinale  | Halbfinale | A/B-Finale    | A/B-Finale    | Rang |
| Athleten              | Wettbewerb | Zeit        | Rang    | Zeit          | Rang          | Zeit        | Rang       | Zeit          | Rang          | Rang |
| --------------------- | ---------- | ----------- | ------- | ------------- | ------------- | ----------- | ---------- | ------------- | ------------- | ---- |
| Frauen                |            |             |         |               |               |             |            |               |               |      |
| Anamaria Govorčinović | K1 500 m   | 1:55,51 min | 4       | 1:52,92 min   | 4             | 1:53,13 min | 7          | ausgeschieden | ausgeschieden | 26   |

#### Kanuslalom
| Athleten       | Wettbewerb | Vorlauf | Vorlauf | Halbfinale | Halbfinale | Finale   | Finale | Rang |
| Athleten       | Wettbewerb | Zeit    | Rang    | Zeit       | Rang       | Zeit     | Rang   | Rang |
| -------------- | ---------- | ------- | ------- | ---------- | ---------- | -------- | ------ | ---- |
| Männer         |            |         |         |            |            |          |        |      |
| Matija Marinić | C1         | 91,61 s | 3       | 98,82 s    | 7          | 100,35 s | 8      | 8    |

Boater-Cross
| Männer         |          |         |    |   |   |   |               |               |               |    |
| Matija Marinić | K1 Cross | 74,80 s | 27 | 3 | 2 | 4 | ausgeschieden | ausgeschieden | ausgeschieden | 32 |

### Leichtathletik
Laufen und Gehen
| Athleten            | Wettbewerb | Vorlauf | Vorlauf | Halbfinale | Halbfinale | Finale    | Finale | Rang |
| Athleten            | Wettbewerb | Zeit    | Rang    | Zeit       | Rang       | Zeit      | Rang   | Rang |
| ------------------- | ---------- | ------- | ------- | ---------- | ---------- | --------- | ------ | ---- |
| Frauen              |            |         |         |            |            |           |        |      |
| Bojana Bjeljac      | Marathon   | —       | —       | —          | —          | 2:41:13 h | 71     | 71   |
| Matea Parlov Koštro | Marathon   | —       | —       | —          | —          | DNF       | DNF    | DNF  |

Springen und Werfen
| Athleten         | Wettbewerb  | Qualifikation | Qualifikation | Finale        | Finale        | Rang   |
| Athleten         | Wettbewerb  | Weite/Höhe    | Rang          | Weite/Höhe    | Rang          | Rang   |
| ---------------- | ----------- | ------------- | ------------- | ------------- | ------------- | ------ |
| Frauen           |             |               |               |               |               |        |
| Sandra Elkasević | Diskuswurf  | 65,63 m       | 2             | 67,51 m       | 3             | Bronze |
| Marija Tolj      | Diskuswurf  | 59,87 m       | 23            | ausgeschieden | ausgeschieden | 23     |
| Sara Kolak       | Speerwurf   | 64,57 m       | 2             | 63,40 m       | 4             | 4      |
| Männer           |             |               |               |               |               |        |
| Filip Pravdica   | Weitsprung  | 8,04 m        | 5             | 7,90 m        | 9             | 9      |
| Filip Mihaljević | Kugelstoßen | 20,75 m       | 14            | ausgeschieden | ausgeschieden | 14     |
| Matija Gregurić  | Hammerwurf  | 73,69 m       | 17            | ausgeschieden | ausgeschieden | 17     |
| Martin Marković  | Diskuswurf  | 62,31 m       | 16            | ausgeschieden | ausgeschieden | 16     |

### Radsport
Über die olympische Qualifikationsserie konnte sich Marin Ranteš im BMX-Freestyle der Männer qualifizieren.

#### BMX-Freestyle
| Athleten     | Wettbewerb | Qualifikation | Qualifikation | Finale        | Finale        |
| Athleten     | Wettbewerb | Punkte        | Rang          | Punkte        | Rang          |
| ------------ | ---------- | ------------- | ------------- | ------------- | ------------- |
| Männer       |            |               |               |               |               |
| Marin Ranteš | Freestyle  | 76,29         | 11            | ausgeschieden | ausgeschieden |

### Rudern
Bei den Weltmeisterschaften 2023 gelang Kroatien die Qualifikation in drei Bootsklassen.
| Athleten                        | Wettbewerb             | Vorlauf     | Vorlauf | Vorlauf        | Hoffnungslauf / Viertelfinale | Hoffnungslauf / Viertelfinale | Hoffnungslauf / Viertelfinale | Halbfinale  | Halbfinale | Halbfinale    | Finale      | Finale | Rang |
| Athleten                        | Wettbewerb             | Zeit        | Rang    | Qualifikation  | Zeit                          | Rang                          | Qualifikation                 | Zeit        | Rang       | Qualifikation | Zeit        | Rang   | Rang |
| ------------------------------- | ---------------------- | ----------- | ------- | -------------- | ----------------------------- | ----------------------------- | ----------------------------- | ----------- | ---------- | ------------- | ----------- | ------ | ---- |
| Männer                          |                        |             |         |                |                               |                               |                               |             |            |               |             |        |      |
| Damir Martin                    | Einer                  | 6:54,83 min | 2       | Viertelfinale  | 6:53,55 min                   | 2                             | Halbfinale A/B                | 6:58,23 min | 6          | B-Finale      | 6:57,77 min | 5      | 11   |
| Valent Sinković Martin Sinković | Zweier ohne Steuermann | 6:35,28 min | 1       | Halbfinale A/B | —                             | —                             | —                             | 6:29,98 min | 1          | A-Finale      | 6:23,66 min | 1      | Gold |
| Anton Lončarić Patrik Lončarić  | Doppelzweier           | 6:24,62 min | 3       | Halbfinale A/B | —                             | —                             | —                             | 6:49,51 min | 6          | B-Finale      | 6:26,04 min | 6      | 12   |

### Schießen
| Athleten            | Wettbewerb                                 | Qualifikation   | Qualifikation | Finale          | Finale        | Rang   |
| Athleten            | Wettbewerb                                 | Ringe/ Scheiben | Rang          | Ringe/ Scheiben | Rang          | Rang   |
| ------------------- | ------------------------------------------ | --------------- | ------------- | --------------- | ------------- | ------ |
| Männer              |                                            |                 |               |                 |               |        |
| Petar Gorša         | 50 m Kleinkalibergewehr Dreistellungskampf | 583             | 31            | ausgeschieden   | ausgeschieden | 31     |
| Petar Gorša         | 10 m Luftgewehr                            | 629,8           | 8             | 165,6           | 6             | 6      |
| Miran Maričić       | 50 m Kleinkalibergewehr Dreistellungskampf | 585             | 26            | ausgeschieden   | ausgeschieden | 26     |
| Miran Maričić       | 10 m Luftgewehr                            | 631,3           | 4             | 230,0           | 3             | Bronze |
| Giovanni Cernogoraz | Trap                                       | 122             | 7             | ausgeschieden   | ausgeschieden | 7      |

### Schwimmen
| Athleten        | Wettbewerb          | Vorlauf | Vorlauf | Halbfinale    | Halbfinale    | Finale        | Finale        | Rang |
| Athleten        | Wettbewerb          | Zeit    | Rang    | Zeit          | Rang          | Zeit          | Rang          | Rang |
| --------------- | ------------------- | ------- | ------- | ------------- | ------------- | ------------- | ------------- | ---- |
| Frauen          |                     |         |         |               |               |               |               |      |
| Jana Pavalić    | 50 m Freistil       | 25,24 s | 25      | ausgeschieden | ausgeschieden | ausgeschieden | ausgeschieden | 25   |
| Jana Pavalić    | 100 m Freistil      | 55,77 s | 21      | ausgeschieden | ausgeschieden | ausgeschieden | ausgeschieden | 21   |
| Männer          |                     |         |         |               |               |               |               |      |
| Jere Hribar     | 50 m Freistil       | 22,08 s | 22      | ausgeschieden | ausgeschieden | ausgeschieden | ausgeschieden | 22   |
| Nikola Miljenić | 100 m Freistil      | 49,34 s | 33      | ausgeschieden | ausgeschieden | ausgeschieden | ausgeschieden | 33   |
| Nikola Miljenić | 100 m Schmetterling | 53,32 s | 30      | ausgeschieden | ausgeschieden | ausgeschieden | ausgeschieden | 30   |

### Segeln
Bei den Segel-Weltmeisterschaften 2023 konnte sich Kroatien in vier Bootsklassen für die Olympischen Spiele qualifizieren. Bei den ILCA-Europameisterschaft 2024 gelang zudem die Qualifikation im Laser Radial.
| Athleten                     | Wettbewerb        | Qualifikation | Qualifikation | Medal Race    | Medal Race    | Punkte | Rang |
| Athleten                     | Wettbewerb        | Punkte        | Rang          | Punkte        | Rang          | Punkte | Rang |
| ---------------------------- | ----------------- | ------------- | ------------- | ------------- | ------------- | ------ | ---- |
| Frauen                       |                   |               |               |               |               |        |      |
| Palma Čargo                  | Windsurfen iQFoiL | 121           | 12            | ausgeschieden | ausgeschieden | 121    | 12   |
| Elena Vorobeva               | Laser Radial      | 79            | 5             | 18            | 9             | 97     | 6    |
| Männer                       |                   |               |               |               |               |        |      |
| Filip Jurišić                | Laser             | 115           | 19            | ausgeschieden | ausgeschieden | 115    | 19   |
| Martin Dolenc                | Formula Kite      | 53            | 14            | ausgeschieden | ausgeschieden | 53     | 14   |
| Šime Fantela Mihovil Fantela | 49er              | 85            | 6             | DSQ           | 22            | 107    | 9    |

### Taekwondo
Über die olympische Rangliste konnten sich die ersten beiden Athleten für die Olympischen Spiele qualifizieren. Zudem gewann Marko Golubić beim europäischen Qualifikationsturnier in Sofia einen Startplatz.
| Athleten       | Wettbewerb        | Achtelfinale | Achtelfinale | Viertelfinale | Viertelfinale | Hoffnungsrunde Halbfinale | Hoffnungsrunde Halbfinale | Halbfinale        | Halbfinale    | Hoffnungsrunde Finale | Hoffnungsrunde Finale | Finale        | Finale        | Rang   |
| Athleten       | Wettbewerb        | Gegner       | Ergebnis     | Gegner        | Ergebnis      | Gegner                    | Ergebnis                  | Gegner            | Ergebnis      | Gegner                | Ergebnis              | Gegner        | Ergebnis      | Rang   |
| -------------- | ----------------- | ------------ | ------------ | ------------- | ------------- | ------------------------- | ------------------------- | ----------------- | ------------- | --------------------- | --------------------- | ------------- | ------------- | ------ |
| Frauen         |                   |              |              |               |               |                           |                           |                   |               |                       |                       |               |               |        |
| Lena Stojković | Klasse bis 49 kg  | J. Kafadar   | 2:0          | I. Dhahri     | 2:1           | ―                         | ―                         | P. Wongpattanakit | 0:2           | M. Dinçel             | 2:0                   | ausgeschieden | ausgeschieden | Bronze |
| Männer         |                   |              |              |               |               |                           |                           |                   |               |                       |                       |               |               |        |
| Marko Golubić  | Klasse bis 68 kg  | B. Pié       | 2:0          | B. Sinden     | 1:2           | ausgeschieden             | ausgeschieden             | ausgeschieden     | ausgeschieden | ausgeschieden         | ausgeschieden         | ausgeschieden | ausgeschieden | 9      |
| Ivan Šapina    | Klasse über 80 kg | A. Ann       | 2:0          | R. Ordemann   | 2:1           | ―                         | ―                         | A. Salimi         | 1:2           | R. Alba               | 0:2                   | ausgeschieden | ausgeschieden | 5      |

### Tennis
Über die ATP- und WTA-Ranglisten qualifizierten sich vier kroatische Tennisspieler für die in Stade Roland Garros ausgetragenen Wettbewerbe.
| Athleten                 | Wettbewerb | 1. Runde                  | 1. Runde          | 2. Runde      | 2. Runde      | Achtelfinale  | Achtelfinale  | Viertelfinale | Viertelfinale  | Halbfinale        | Halbfinale    | Finale / Platz 3 | Finale / Platz 3 | Rang   |
| Athleten                 | Wettbewerb | Gegner                    | Ergebnis          | Gegner        | Ergebnis      | Gegner        | Ergebnis      | Gegner        | Ergebnis       | Gegner            | Ergebnis      | Gegner           | Ergebnis         | Rang   |
| ------------------------ | ---------- | ------------------------- | ----------------- | ------------- | ------------- | ------------- | ------------- | ------------- | -------------- | ----------------- | ------------- | ---------------- | ---------------- | ------ |
| Frauen                   |            |                           |                   |               |               |               |               |               |                |                   |               |                  |                  |        |
| Donna Vekić              | Einzel     | L. Bronzetti              | 6:2, 7:5          | B. Andreescu  | 6:3, 6:4      | C. Gauff      | 7:67, 6:2     | M. Kostjuk    | 6:4, 2:6, 7:68 | A. K. Schmiedlová | 6:4, 6:0      | Zheng Q.         | 2:6, 3:6         | Silber |
| Petra Martić             | Einzel     | C. Bucșa                  | 4:6, 3:6          | ausgeschieden | ausgeschieden | ausgeschieden | ausgeschieden | ausgeschieden | ausgeschieden  | ausgeschieden     | ausgeschieden | ausgeschieden    | ausgeschieden    | 33     |
| Männer                   |            |                           |                   |               |               |               |               |               |                |                   |               |                  |                  |        |
| Nikola Mektić Mate Pavić | Doppel     | D. Koepfer / J.-L. Struff | 3:6, 7:65, [5:10] | —             | —             | ausgeschieden | ausgeschieden | ausgeschieden | ausgeschieden  | ausgeschieden     | ausgeschieden | ausgeschieden    | ausgeschieden    | 17     |

### Tischtennis
Über die ITTF-Weltrangliste hatte sich die kroatische Männermannschaft für Paris qualifiziert. Somit durften auch im Einzel zwei Spieler an den Start gehen. Bei den Frauen konnte sich Ivana Malobabić über die ITTF-Weltrangliste für den Einzelwettbewerb qualifizieren.
| Athleten                                  | Wettbewerb | 1. Runde | 1. Runde | 2. Runde     | 2. Runde | 3. Runde      | 3. Runde      | Achtelfinale  | Achtelfinale  | Viertelfinale | Viertelfinale | Halbfinale    | Halbfinale    | Finale / Platz 3 | Finale / Platz 3 | Rang |
| Athleten                                  | Wettbewerb | Gegner   | Erg.     | Gegner       | Erg.     | Gegner        | Erg.          | Gegner        | Erg.          | Gegner        | Erg.          | Gegner        | Erg.          | Gegner           | Erg.             | Rang |
| ----------------------------------------- | ---------- | -------- | -------- | ------------ | -------- | ------------- | ------------- | ------------- | ------------- | ------------- | ------------- | ------------- | ------------- | ---------------- | ---------------- | ---- |
| Frauen                                    |            |          |          |              |          |               |               |               |               |               |               |               |               |                  |                  |      |
| Ivana Malobabić                           | Einzel     | Freilos  | Freilos  | Zeng J.      | 3:4      | ausgeschieden | ausgeschieden | ausgeschieden | ausgeschieden | ausgeschieden | ausgeschieden | ausgeschieden | ausgeschieden | ausgeschieden    | ausgeschieden    | 33   |
| Männer                                    |            |          |          |              |          |               |               |               |               |               |               |               |               |                  |                  |      |
| Tomislav Pucar                            | Einzel     | Freilos  | Freilos  | M. Bouloussa | 4:0      | A. Lebrun     | 0:4           | ausgeschieden | ausgeschieden | ausgeschieden | ausgeschieden | ausgeschieden | ausgeschieden | ausgeschieden    | ausgeschieden    | 17   |
| Andrej Gaćina                             | Einzel     | Freilos  | Freilos  | O. Ionescu   | 4:1      | Lin Y.-j.     | 0:4           | ausgeschieden | ausgeschieden | ausgeschieden | ausgeschieden | ausgeschieden | ausgeschieden | ausgeschieden    | ausgeschieden    | 17   |
| Tomislav Pucar Andrej Gaćina Filip Zeljko | Mannschaft | —        | —        | —            | —        | —             | —             | Südkorea      | 0:3           | ausgeschieden | ausgeschieden | ausgeschieden | ausgeschieden | ausgeschieden    | ausgeschieden    | 9    |

### Turnen
Durch seine Leistungen am Reck bei den Weltmeisterschaften 2023 qualifizierte sich Tin Srbić für die Olympischen Spiele. Auch Aurel Benović erhielt einen Startplatz für Paris durch seine Leistungen im Bodenturnen im Rahmen des Weltcups 2024.

#### Gerätturnen
| Athleten      | Wettbewerb | Qualifikation | Qualifikation | Finale        | Finale        | Rang          |
| Athleten      | Wettbewerb | Punkte        | Rang          | Punkte        | Rang          | Rang          |
| ------------- | ---------- | ------------- | ------------- | ------------- | ------------- | ------------- |
| Männer        |            |               |               |               |               |               |
| Tin Srbić     | Reck       | 14,600        | 4             | 11,333        | 8             | 8             |
| Aurel Benović | Boden      | 13,766        | 28            | ausgeschieden | ausgeschieden | ausgeschieden |
| Aurel Benović | Sprung     | 14,733        | 3             | 14,900        | 5             | 5             |

### Wasserball
Durch den Titelgewinn bei den Weltmeisterschaften 2024 qualifizierten sich die kroatischen Wasserballer für das olympische Turnier.
| Wettbewerb    | Männer |
| ------------- | --- |
| Athleten      | Marko Bijač Rino Burić Loren Fatović Luka Lončar Maro Joković Luka Bukić Ante Vukičević Marko Žuvela Jerko Marinić Kragić Josip Vrlić Matias Biljaka Konstantin Kharkov Toni Popadić |
| Trainer       | Ivica Tucak |
| Gruppenphase  | Montenegro (11:8) Italien (11:14) Rumänien (11:8) Griechenland (14:13) Vereinigte Staaten (11:14)                                                                                    |
| Viertelfinale | Spanien (10:8) |
| Halbfinale    | Ungarn (9:8) |
| Finale        | Serbien (11:13) |
| Rang          | Silber |